# Torpavallens handelsplats
Torpavallens handelsplats är ett handelsområde färdigställt 2013, beläget bredvid E20 i Vidkärr, stadsdelen Kålltorp i östra Göteborg, på den plats där idrottsplatsen Torpavallen (riven 2007/2008) tidigare var belägen.
Hyresgäster är bland andra elektronikkedjan Power, restaurangkedjan Max och gymkedjan Sats.